# Litomyšl zastávka
Litomyšl zastávka – przystanek kolejowy w Litomyšli, w kraju pardubickim, w Czechach. Znajduje się na wysokości 320 m n.p.m..
Na przystanku nie ma możliwości zakupu biletu, a obsługa podróżnych odbywa się w pociągu.

## Linie kolejowe
- 018 Choceň – Litomyšl